# Афанасьев, Михаил Константинович
Михаил Константинович Афанасьев (1 февраля 1995, Ставрополь) — российский композитор, саунд-дизайнер и музыкальный продюсер, известный своей музыкой к кинофильмам и компьютерным играм. В основном достиг известности благодаря созданию российской продакшн-библиотеки Imagine Music.
С 2020 по 2024 год являлся куратором курса «Музыка для визуальных медиа», а также преподавателем теории музыки в Институте Звукового Дизайна. Также являлся преподавателем в Московской Школе Кино.
В 2018 году премьерный трейлер фильма Годзилла 2: Король монстров, автором музыки которого являлся Михаил, получил бронзовую премию CLIO Entertainment. В 2019 году на эту же премию номинировался трейлер сериала Очень странные дела (3-й сезон), одним из автором музыки которого также был Михаил.

## Фильмография
Музыка к фильмам и сериалам
- 2013 — «Последняя охота» (Художественный. Реж. Александр Карпов)
- 2018 — «Бог есть, или откуда берутся дети» (Художественный, короткометражный. Реж. Гюзель Султанова)
- 2019 — «Балканский рубеж» (Художественный. Реж. Андрей Волгин)
- 2020 — «Лёд 2» (Художественный. Реж. Жора Крыжовников)
- 2021 — «8 способов любить» (Сериал. Реж. Гамлет Дульян)
- 2023 — «Последователи» (Сериал. Реж. Гамлет Дульян)
- 2023 — «Абрек» (Сериал. Реж. Иван Шурховецкий)
- 2024 — «Одна жизнь» (Художественный. Реж. Владимир Боровой)
- 2024 — «Многодетство» (Сериал. Реж. Роман Самгин, Екатерина Аликина)
- 2024 — «Четыре Четверти» (Художественный. Реж. Евгения Тирдатова)
- 2024 — «Федя. Народный футболист» (Художественный. Реж. Николай Акелькин)
- 2025 — «Красный шёлк» (Художественный. Реж. Андрей Волгин)
- Отменен — «Мы» (Художественный. Реж. Гамлет Дульян)

Музыка к промо фильмов — трейлеры, тизеры, ТВ-ролики (избранное)
- 2017 — «Притяжение» (Художественный. Реж. Федор Бондарчук)
- 2017 — «Последний богатырь» (Художественный. Реж. Дмитрий Дьяченко)
- 2017 — «Гоголь. Начало» (Художественный. Реж. Егор Баранов)
- 2018 — «Тренер» (Художественный. Реж. Данила Козловский)
- 2018 — «Убийца 2: Против всех» (Художественный. Реж. Стефано Соллима)
- 2018 — «Гофманиада» (Анимационный. Реж. Станислав Соколов)
- 2019 — «Тайна печати дракона» (Художественный. Реж. Олег Степченко)
- 2019 — «Годзилла 2: Король монстров» (Художественный. Реж. Майкл Догерти)
- 2019 — «Очень странные дела (3-й сезон)» (Художественный. Реж. братья Даффер)
- 2019 — «Девятая» (Художественный. Реж. Николай Хомерики)
- 2019 — «Вторжение» (Художественный. Реж. Федор Бондарчук)
- 2020 — «Лёд 2» (Художественный. Реж. Жора Крыжовников)
- 2020 — «Последний богатырь: Корень зла» (Художественный. Реж. Дмитрий Дьяченко)
- 2020 — «Вратарь Галактики» (Художественный. Реж. Джаник Файзиев)
- 2020 — «Рэтчед» (Художественный. Прод. Райан Мерфи)
- 2023 — «Весь невидимый нам свет» (Художественный. Реж. Шон Леви)
- 2023 — «Ходячие мертвецы: Дэрил Диксон» (Художественный. Реж. Дэниэл Персивал)

Компьютерные игры
- 2017 — «Shadow Fight 3» (Android, iOS. Разработчик Banzai Games) — звуковой дизайн и музыка для промо
- 2017 — «11x11» (Android, iOS. Разработчик Nekki) — звуковой дизайн и музыка
- 2018 — «Heroes of the Storm» (Windows, OS X. Разработчик Blizzard Entertainment) — музыка для промо
- 2017 — «Astellia» (Windows. Разработчик Studio 8) — музыка для промо
- 2020 — «Shadow Fight Arena» (Android, iOS. Разработчик Banzai Games) — звуковой дизайн
- 2021 — «Spine» (Android, iOS. Разработчик Banzai Games) — звуковой дизайн